# Második búr háború
A második búr háború (hollandul: Tweede Boerenoorlog, afrikaansul: Tweede Vryheidsoorlog vagy Tweede Boereoorlog) vagy búr háború, ismert még dél-afrikai háború és angol–búr háború néven is, afrikaans nyelven Anglo-Boereoorlog vagy Tweede Vryheidsoorlog (’második szabadságharc’), vagy Engelse oorlog (’angol háború’). 1899. október 11-től 1902. május 31-ig tartott a Brit Birodalom és két búr állam, a Transvaal Köztársaság és az Oranje Szabadállam között. 19 évvel korábban zajlott le az első búr háború.

## Előzmények
A háború okai összetettek voltak, a napóleoni háborúk során egy brit expedíció legyőzte a védekező holland erőket a Jóreménység fokánál. A blaauwbergi csatában a britek hivatalosan megszerezték a gyarmatot, és újabb bevándorlásra bátorították a brit telepeseket.
A Brit Birodalom 1815-ben megszerezte Dél-Afrika nyugati részét Hollandiától a napóleoni háborúk következtében. A hollandul beszélő telepes farmerekből álló csoportok (búrok) nehezteltek a britekre, bár az angol irányítás hozott néhány gazdasági előnyt. Az ott élő holland telepesek trekboerok, ezután észak, északkeletre emigráltak, ahol számos kisebb köztársaságot alapítottak, de végül kettő emelkedett fel, az Oranje Szabadállam és a Transvaal Köztársaság, amelyekkel egyesültek a kisebb búr államok. A britek elismerték a két búr köztársaságot 1852-ben és 1854-ben, de Transvaal elcsatolása miatt 1881-ben kitört az első búr háború. Britek veresége után Transvaal kikiáltotta a függetlenséget, de kapcsolatuk a britekkel feszült volt.
1871-ben gyémánt lelőhelyet fedeztek fel Kimberley városánál, ezért tömegével jöttek szerencsét próbálni külföldről az Oranje Szabadállamba a meggazdagodás reményében.
A feszültség nőtt, mert a britek Transvaalt és az Oranje Szabadállamot újból irányításuk alá akarták vonni.

## A háború
Joseph Chamberlain a brit gyarmatokért felelős miniszter 1899 szeptemberében ultimátumot adott a búroknak, hogy adják át a területeiket, vagy megtámadják őket. Paul Kruger elnök is kiadott egy 48 órás ultimátumot, hogy a britek vonják vissza a csapataikat Transvaal határától, szövetségesük az Oranje Szabadállam melléjük állt. Az ultimátum elutasítása után kitört a háború.
A búroknak a kezdeti időkben német fegyverekkel ellátott reguláris egységeik (gyalogság, lovasság, tüzérség) is voltak, de amikor már a németektől nem kaptak támogatást és kezdtek visszaszorulni, áttértek a gerillaharcra. 

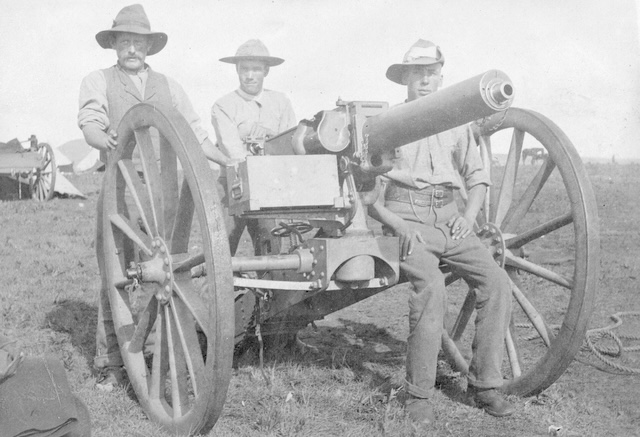
Ausztrál katonák pom-pom gépágyúval

A harcok során mindkét fél használta Maxim 37 milliméter űrméretű automata fegyverét, mely a gépágyú nevet kapta. Ez volt a világ első önműködő lövege, melyet a katonák pom-pom ágyúnak hívtak jellegzetes hangja miatt.
Anglia számára is kínosan elhúzódott a háború és nagy volt a belső ellenállás. Az angol hadseregnek volt is mit szégyenkeznie, hisz egy lényegében kisebb állam képes volt sorozatos vereséget mérni a Brit Világbirodalom haderejére. Az angolok kimeríthetetlen tartalékaik révén kényszeríthették térdre a búrokat. Mivel a búr gerillák a tanyákról, farmokról és falvakról nyerték az utánpótlásukat a brit hadsereg ezért folyamodott a hadtáp fölszámolásához: összefogdosták a búr polgári lakosságot, főleg nőket, gyerekeket, öregeket, mivel a felnőtt férfi lakosság zöme az angolok ellen harcolt a szavannán, vagy a hegyekben és a vízmosások környékén. Az otthonaikat elpusztították és minden használható ingóságukat is. Amijük maradt, azzal koncentrációs táborokba kellett vonulniuk, ahol összezsúfolva éltek, nem jutottak megfelelő élelemhez és súlyosan megtizedelte őket a betegség és az éhség.

## Következmények
A búrok az 1914–1915-ös felkelésben próbálták függetlenségüket visszaállítani (ugyancsak német agitáció hatására), de sikertelenül.